# Pecticossus
Pecticossus is een geslacht van vlinders uit de familie van de Metarbelidae. De wetenschappelijke naam van dit geslacht is voor het eerst gepubliceerd in 1929 door Max Gaede.
Dit geslacht is monotypisch, dat wil zeggen dat het maar één soort heeft namelijk Pecticossus castaneus Gaede, 1929 uit Zuid-Afrika.